# Liriomyza pagana
Liriomyza pagana este o specie de muște din genul Liriomyza, familia Agromyzidae, descrisă de Malloch în anul 1934. Conform Catalogue of Life specia Liriomyza pagana nu are subspecii cunoscute.